# Akwaforta

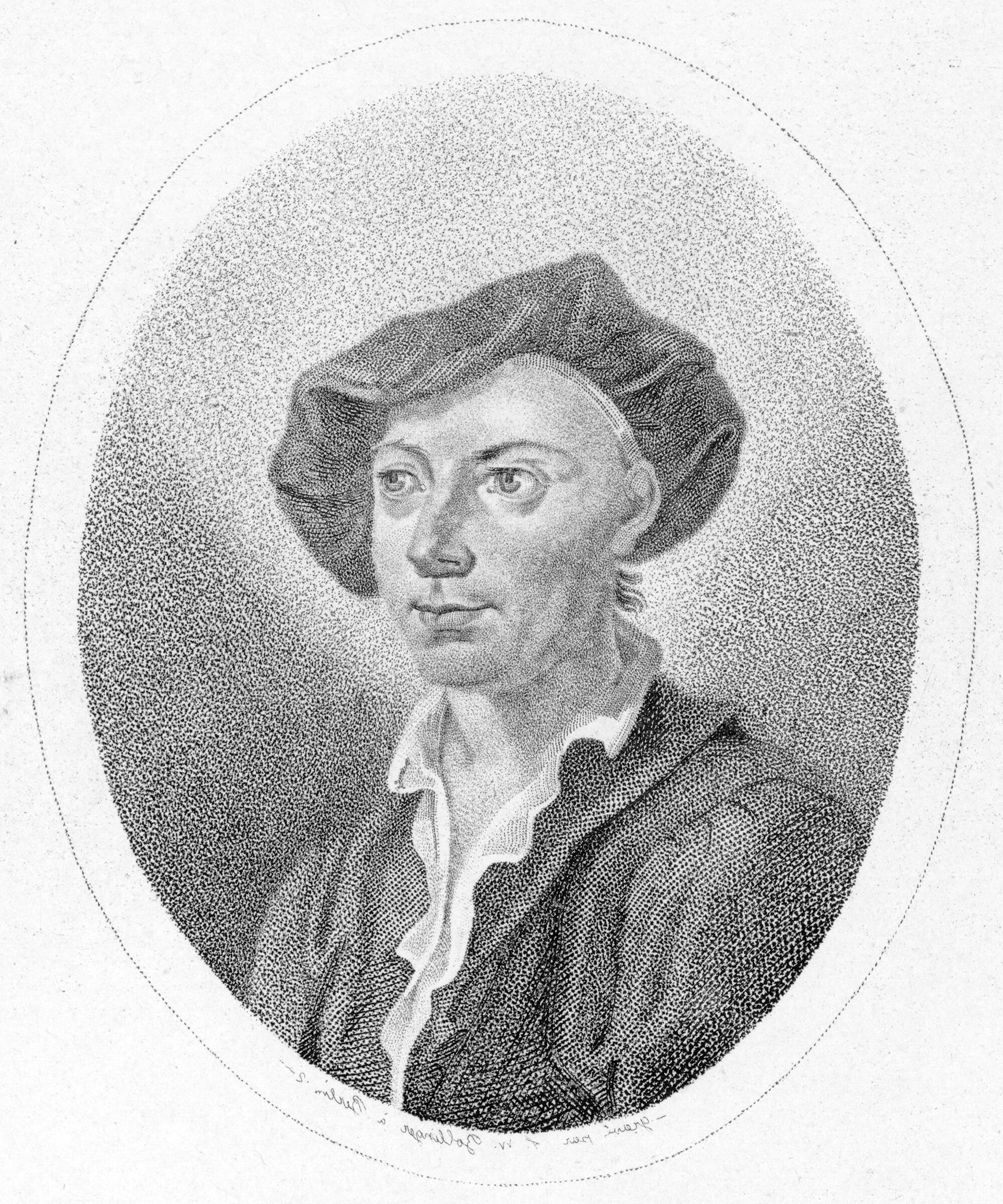
Akwaforta autorstwa Friedricha Kauke — portret Friedricha Wilhelma Marpurga

Akwaforta, kwasoryt (wł. acquaforte – mocna woda, czyli kwas azotowy) – technika graficzna wklęsła, także odbitka otrzymana tą techniką. Technika akwaforty została wynaleziona na przełomie XV i XVI wieku, a spopularyzowano ją w XVI wieku.
Polega na wykonaniu metalowej formy drukowej z rysunkiem uzyskanym za pomocą trawienia. W tym celu płytę miedzianą lub cynkową pokrywa się werniksem akwafortowym znajdującym się w kwasie w postaci nieroztworzonej, a następnie wykonuje się rysunek stalową igłą odsłaniając powierzchnię metalu. Potem przez zanurzenie płyty w kwasie następuje wytrawienie wgłębnego rysunku na płycie. W celu pogłębienia kresek w partiach ciemnych rysunku proces ten powtarza się kilkakrotnie. Po ostatnim trawieniu i usunięciu werniksu w płytę wciera się farbę drukową, która zatrzymuje się tylko w wytrawionych zagłębieniach. Wciśnięta w wytrawione zagłębienia płyty farba przeniesiona zostaje w prasie wklęsłodrukowej na papier.
Akwafortą posługiwali się: Albrecht Dürer, Rembrandt, Jacques Callot, Berthold Hellingrath, Francisco Goya, Giovanni Battista Piranesi, James Abbott McNeill Whistler, Marc Chagall, Pablo Picasso, Taras Szewczenko, Daniel Chodowiecki, Jan Piotr Norblin, Michał Płoński, Leon Wyczółkowski, Stanisław Wyspiański, Józef Mehoffer, Józef Pankiewicz, Wojciech Weiss, Zbigniew Rabsztyn, Józef Pieniążek, Magdalena Gintowt-Juchniewicz, Cezary Paszkowski, Barbara Rosiak, Leszek Rózga, Barbara Narębska-Dębska, Tadeusz Michał Siara, Beata Nehring i Chaim Goldberg
Pierwsza akwaforta datowana jest na rok 1513, a jej twórcą był szwajcarski sztycharz Urs Graf. W wyniku rozwoju tej techniki w XVIII w. wynaleziono akwatintę poszerzającą możliwości oddawania półtonów.